# Socles (alfarero)
Socles fue un alfarero griego, activo en Atenas a mediados del siglo VI a. C.
Se sabe que las siguientes copas firmadas por los Pequeños maestros o fragmentos de los mismos fueron hechos por él, todos ellos decorados por el Pintor de Socles:
- Berlín, Antikensammlung F 1781
- Bolligen, colección Rolf Blatter
- Dascilio, Excavación E 108.107

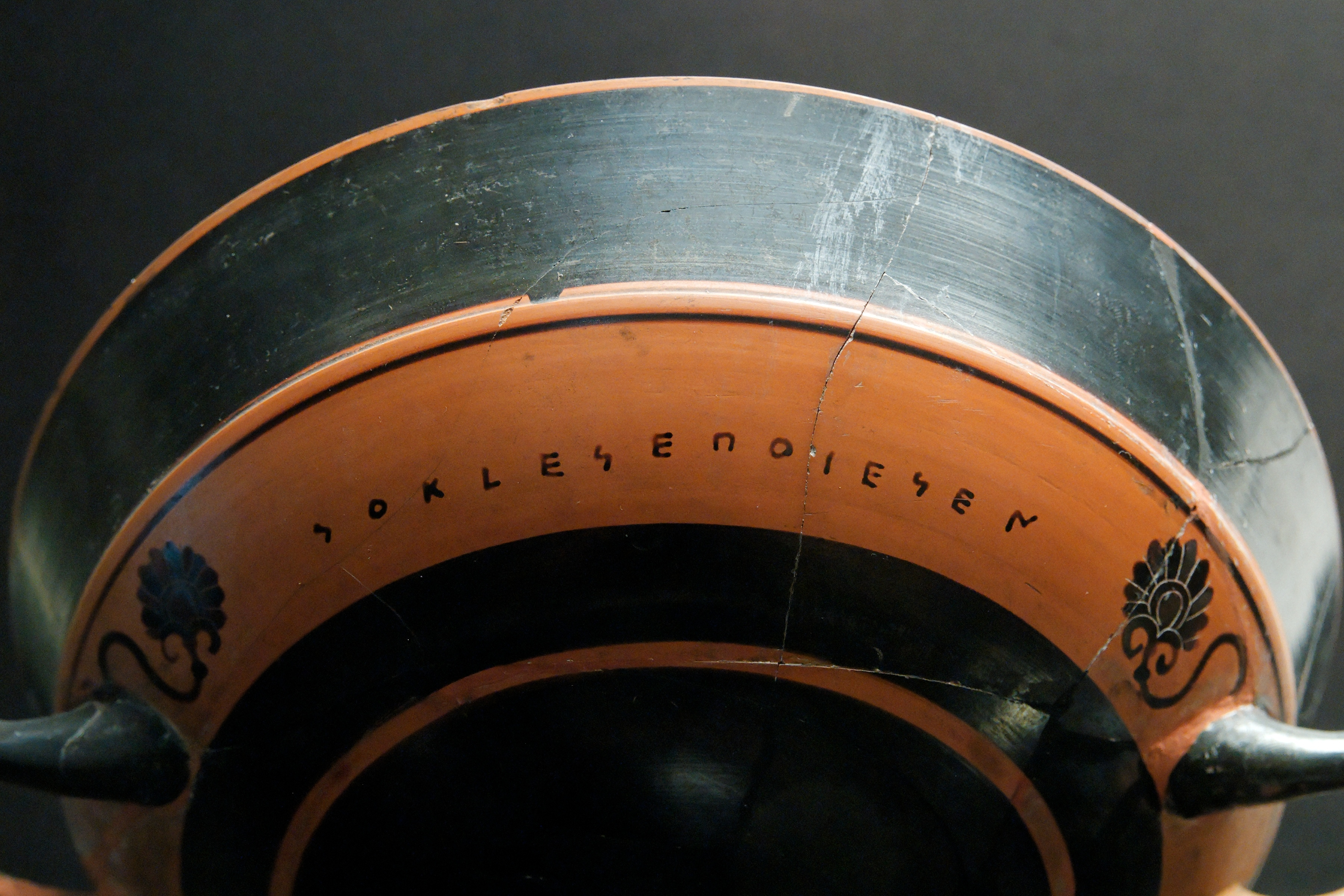
Copa en el Museo Arqueológico Nacional de España, inv. 10947

- Madrid, Museo Arqueológico Nacional 10947 (L 56)
- Malibu (CA), J. Paul Getty Museum 86.AE.158
- Oxford, Ashmolean Museum 1929.498
- Suiza, colección privada
- Tarento, Museo Arqueológico Nacional 20910

Es uno de los maestros menores.
En un plato de figuras rojas en París, Museo del Louvre CA 2181, pintado por un pintor cerca de Paseas, está la firma de un alfarero Socles. No está claro si es idéntico al alfarero de figuras negras, tal vez la firma tampoco sea genuina.